# Angela Felicia Botez
Angela Felicia Botez (n. 12 august 1943) este un filozof român.

## Date biografice
A urmat Facultatea de Filosofie din cadrul Universității din București (1961-1963). Este doctor în filosofie din 1978 cu teza Modalități de cunoaștere a dinamicii științei, susținută la Institutul de Filosofie al Academiei Române. Cercetător științific principal la Institutul de Filozofie, Academia Româna. Membră în societățile internaționale: GAP, 4S, EASST, IUHPS și în colegiile revistelor „Man and World” (SUA) și „Apraisal” (Anglia). Redactor-șef al „Revistei de filosofie” și a „Revue roumaine de philosophie”.

## Cărți publicate
- Dialectica creșterii științei - O abordare epistemologică, 1980
- Euristică și structură în știință, 1978
- Revoluție și Creație, 1983
- Lucian Blaga. Cunoaștere și Creație, 1987
- Metamorfoze actuale în filosofia științei, 1988
- Simetrie și asimetrie în Univers, 1992
- Realism și Relativism, 1993
- Filosofia mentalului. Intenționalitate și experiment, 1996
- Dimensiunea metafizică a operei lui Lucian Blaga, 1996
- Concepte integrative antice, moderne, postmoderne, 1997
- Filosofi britanici la sfârșitul secolului al XX-lea, 2000
- Șapte călătorii filosofice în Marea Britanie, 2002
- Filosofia conștiinței și științele cognitive, 2002
- Filosofie în paradigma culturii britanice, 2004
- Arhitectura sistemului și conceptele integrative blagiene, 2004
- Revista de filosofie la 80 de ani, 2004
- Un secol de filosofie românească, 2005
- Lucian Blaga - confluențe filosofice în perspectivă culturală, 2007

## Traduceri
W. Newton Smith, Roger Trigg, Calvin O. Schrag, Ted Honderich, I. Niiniluoto.